# Othreis princeps
Othreis princeps là một loài bướm đêm trong họ Erebidae.